# Flugblatt

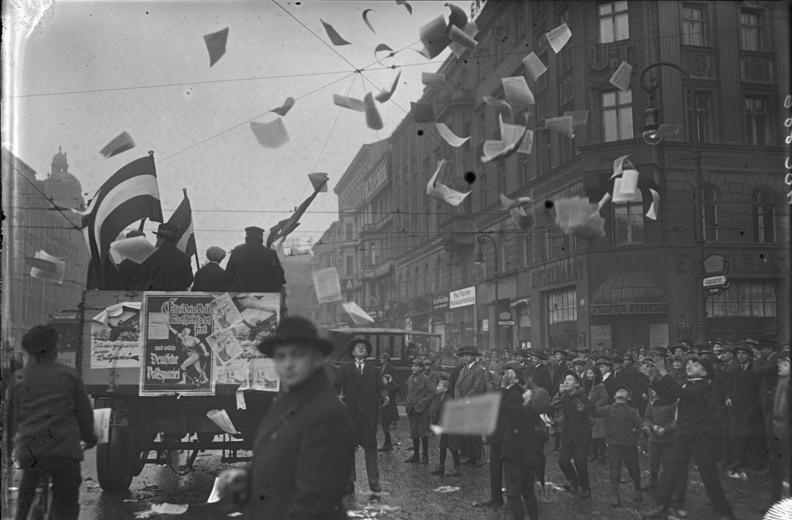
Flugblätter anlässlich der Reichstagswahl 1924

Als Flugblatt, Handzettel, in Österreich Flugzettel, älter auch fliegendes Blatt und heute meist unter dem englischen Begriff Flyer bekannt, bezeichnet man ein beschriftetes Papierblatt, das eine Mitteilung transportiert und verbreitet. Flugblätter erscheinen nicht periodisch, oftmals sogar nur einmalig, und gehören zu den Druckerzeugnissen.
Flugblätter werden zu aktuellen Anlässen, für Ankündigungen oder zur Werbung herausgegeben und kostenlos durch Personen oder andere Methoden aktiv verteilt oder sie liegen zur Mitnahme aus. Beispiele sind lokale oder regionale Nachrichten, kleine Preislisten oder Veranstaltungslisten und -hinweise. Flugblätter wurden in der Frühphase der Presse oft als Extrablatt einer Zeitung beigelegt.

## Merkmale

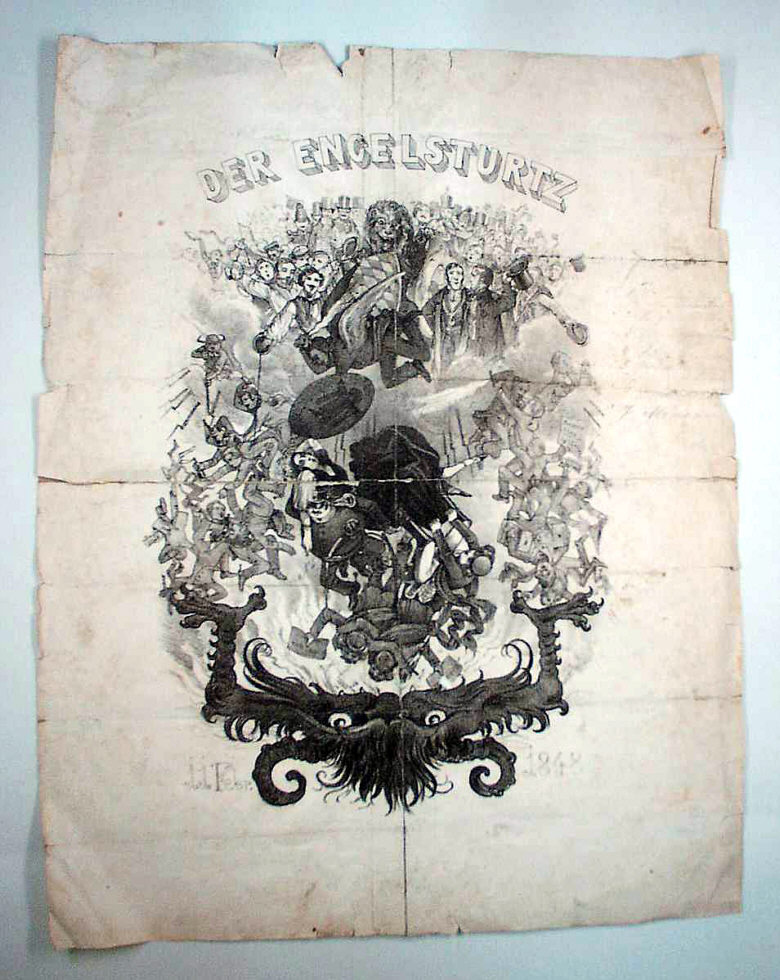
Der Engelsturtz, Einblattdruck aus Bayern (wohl 1848)

Typische Merkmale von Flugblättern sind:
- Einfachheit der Herstellung (z. B. mittels Fotokopierer) und Verbreitung
- niedrige Herstellungskosten
- schwere Kontrollierbarkeit
- große Illustrationen und Bilder
- potenziell unbegrenzte Auflage, Distribution und Rezeption
- Einmaligkeit
- Syntax: Aufforderungssätze, direkte Ansprachen des Lesers, Ausrufe, Fragen an den Leser
- sprachliche Mittel, welche die Aussage unterstreichen, z. B. die Anapher in Kombination mit der Frage: Wollt ihr auch ein Ende der Sparmaßnahmen an Schulen? Wollt ihr auch, dass Schüler bessere Bücher bekommen?
- Unterstützung der inhaltlichen Aussage durch entsprechende graphische Gestaltung
- auffällige Wörter
- es sollen viele Adressaten erreicht werden
- These (Forderung, Aussage, Werturteil) mit unterstützenden Argumenten.

## Abgrenzungen
Es wird zwischen Flugblättern und den etwas umfangreicheren Broschüren und Flugschriften unterschieden. Flugblätter zu Werbezwecken werden als Flyer bezeichnet. Mehrseitige, gefaltete Druckschriften sind Faltblätter, mit Mehrfachfaltung (wie eine Ziehharmonika) nennt man sie Leporello. Druckschriften, die ein bestimmtes Produkt oder eine Dienstleistung beschreiben, nennt man Prospekt, allgemeine Informationsschriften sind Broschüren.

## Geschichte und Entwicklung

### Flugblätter vom Spätmittelalter bis zur Reformation
Das Flugblatt war das erste Massenkommunikationsmittel und ist seit 1488 nachweisbar. Die Autoren blieben zumeist anonym. Diese Einblattdrucke wurden von Marktschreiern und fahrenden Händlern auf Jahrmärkten und vor Kirchentüren, aber auch im traditionellen Buchhandel, im Großhandel und auf Messen verkauft. Heute schätzt man, dass das Einzelblatt mindestens so viel kostete, wie ein gelernter Handwerker in der Stadt in der Stunde verdiente. Einzelne Schätzungen gehen sogar von vier bis fünf Stunden aus. Damit waren Flugblätter für die einfache Landbevölkerung nahezu unerschwinglich.
Der Begriff Flugblatt wurde erst im 18. Jahrhundert verwendet. Zunächst bezeichnete man diese Form der Publikation als „fliegende Schrift“ oder „fliegendes Blatt“.

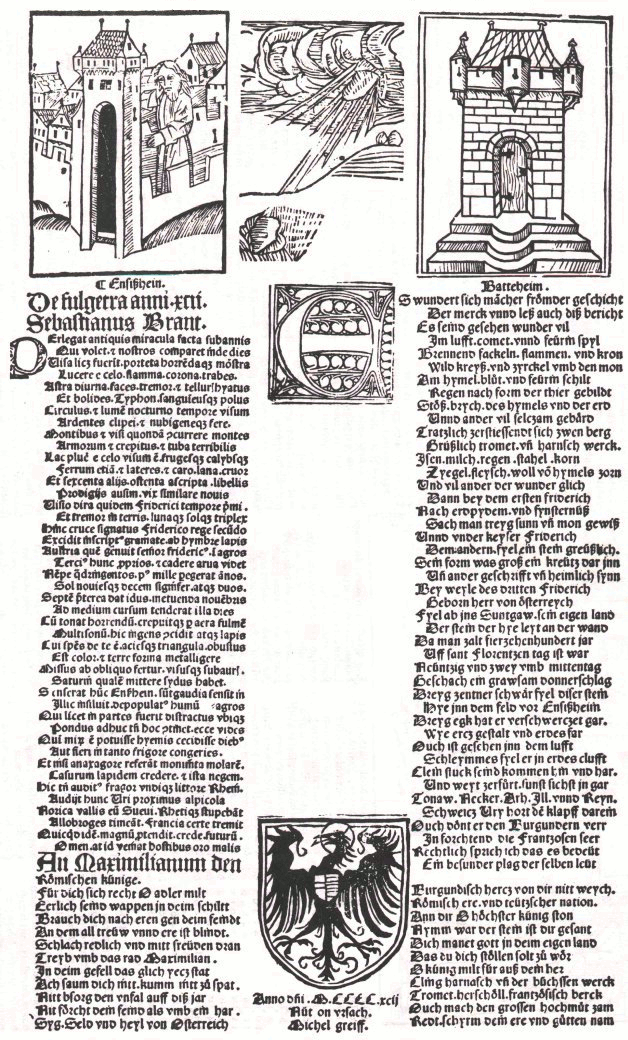
Lateinisch-deutsches Flugblatt von 1492 über den Donnerstein von Ensisheim

Große Illustrationen nahmen häufig ein Drittel der Blattgröße ein, produziert mit Hilfe der Holzschnitt-Technik. Wer Flugblätter besaß, hängte sie stolz zuhause an Wänden, Kisten und Schränken auf. Die Illustrationen waren zur Übermittlung der Botschaft des Flugblattes in dieser Zeit sehr wichtig, da nur ein sehr kleiner Teil der Bevölkerung alphabetisiert war. Außerdem sollten sie zum Kauf anreizen. Sehr beliebt waren Abbildungen von fremden Tieren, unbekannten Gegenständen, Ländern oder Monstern. Das älteste illustrierte Flugblatt „Donnerstein von Ensishein“ (1492), das bislang bekannt ist, stammt von Sebastian Brant. Es stellt den Einschlag eines Meteoriten dar, was damals als Vorbote von weiterem Unglück und als Warnung an die Herrscher galt.
Vier Themenbereiche dominierten bei den Flugblättern: Sensationen und Wunder; katechistische Unterweisungen und Läuterungen, Seelentrost und Erbauung und schließlich politische und militärische Nachrichten und Informationen. Die illustrierten Flugblätter entwickelten auch erste Formen der Karikatur und diente außerdem oft zum Aufruf, zu einer Stellungnahme oder zu Warnungen. Die frühen illustrierten Einblattdrucke waren also boulevardeske Informationsmedien, produziert zum Zwecke des Geldverdienens. Mit politischer Agitation hatten sie selten etwas zu tun. Dies änderte sich erst ab der Reformationszeit nach 1500.
Die Hexenverfolgung in Süddeutschland wurde durch Holzschnitt-Flugblätter, die Hexenzeitungen genannt wurden, beeinflusst.

### Flugschriften vom Spätmittelalter bis zur Reformationszeit
Flugschriften grenzen sich formal von den Flugblättern dadurch ab, dass sie mehr als eine Seite haben; sie sind also, technisch gesehen, Vorläufer der Tageszeitung, des modernen Romanhefts oder der Gebrauchsanweisung.
Flugschriften dienten der Publikation von Nachrichten und richteten sich damit an Menschen, die eher an „wirklichen“ Informationen interessiert waren als an der Sensationspresse. Wenn man sagt, das Flugblatt sei vor der Reformation so etwas wie die „Bild-Zeitung“ mit nur einem Artikel gewesen, dann war die Flugschrift in etwa die „Frankfurter Rundschau“ des späten Mittelalters.

### Flugblätter ab der Reformationszeit
Ab der Reformationszeit wurde das Flugblatt politischer. Es diente als Mittel der Auseinandersetzung im Glaubenskrieg, wie auch im Bauernkrieg. Das traditionelle, primär sensationsheischende Flugblatt („Mann mit vier Köpfen gesehen!“) gab es parallel weiter, es verlor aber stetig an Bedeutung. Auch die politischen Flugblätter der Reformationszeit waren nicht kostenlos, denn dafür waren Papier und Druck allein schon zu teuer.
Im 17. Jahrhundert wurden die Flugschriften und -blätter immer politischer, was vor allem an der Situation im Land und dem Dreißigjährigen Krieg lag. Die Bevölkerung wollte vermehrt und genauer über die politische Situation im Land informiert sein und werden. Nachgewiesen wurden für das 17. Jahrhundert mehr als 7.000 deutschsprachige politische Flugschriften und Flugblätter.

### Flugblatt heute
Heute wird das Flugblatt (als Werbeflugblatt oder Flyer bezeichnet) nicht breit gestreut, sondern ist meist zu Werbezwecken auf eine bestimmte Zielgruppe ausgelegt. Flyer stellen in der heutigen Zeit eines der meist genutzten Marketinginstrumente im Offlinebereich dar und werden professionell erstellt. Eine klare Aufteilung, interessante Texte und Bilder sind der bestimmten Zielgruppe angepasst. Mit einer ausdrucksstarken Überschrift wird ein erstes Interesse des Empfängers geweckt und ein Weiterlesen veranlasst. Werbeflugblätter werden als Streuwerbung an Haushalte verteilt, als Beilagen in Postsendungen oder als Produktinformation direkt auf eine bestimmte Personengruppe ausgerichtet. Sie werden allerdings auch von politischen Gruppen, Behörden oder Vereinen verbreitet: mit Wahlinformation, Veranstaltungshinweisen oder oft zur Mitgliederwerbung eingesetzt.
Die Verteilung von Drucksachen zu gewerblichen Zwecken auf Straßen ist in Deutschland als Sondernutzung genehmigungspflichtig.
Für Flugblätter gilt die Impressumspflicht der Landespressegesetze. Diese verpflichtet den Verfasser zur Angabe des Namens und der Adresse.

## Das politische Flugblatt in der Moderne

### Widerstandsmedium in der Zeit des Nationalsozialismus
Besondere Bedeutung als Mittel des politischen Widerstandes erlangten die Flugblätter im Deutschland der 1940er Jahre durch die Geschwister Scholl und die Mitglieder der Widerstandsgruppe Weiße Rose. Vom Sommer 1942 bis zu ihrer Verhaftung durch das deutsche Nazi-Regime im Frühjahr 1943 erstellten und verbreiteten sie sechs Flugblätter, in denen sie zum Widerstand gegen den Nationalsozialismus aufriefen.

### Propagandamittel

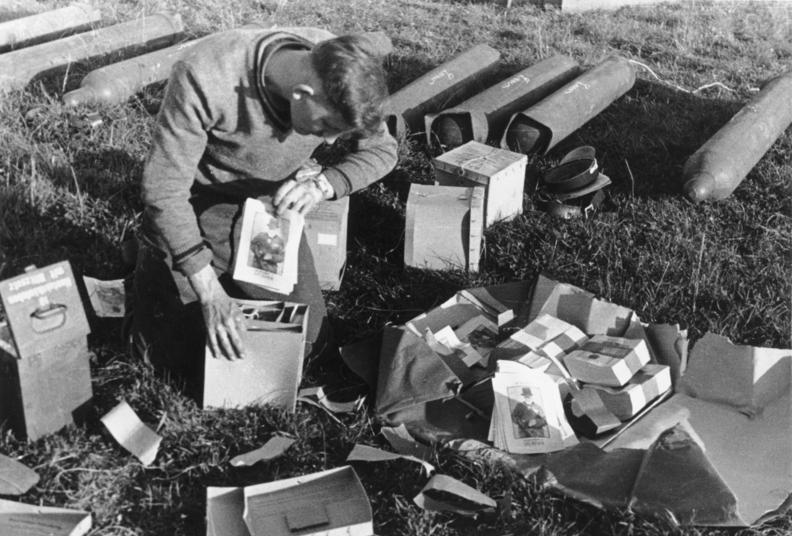
Vorbereitung zum Abwurf von Flugblättern über der Westfront per Ballon

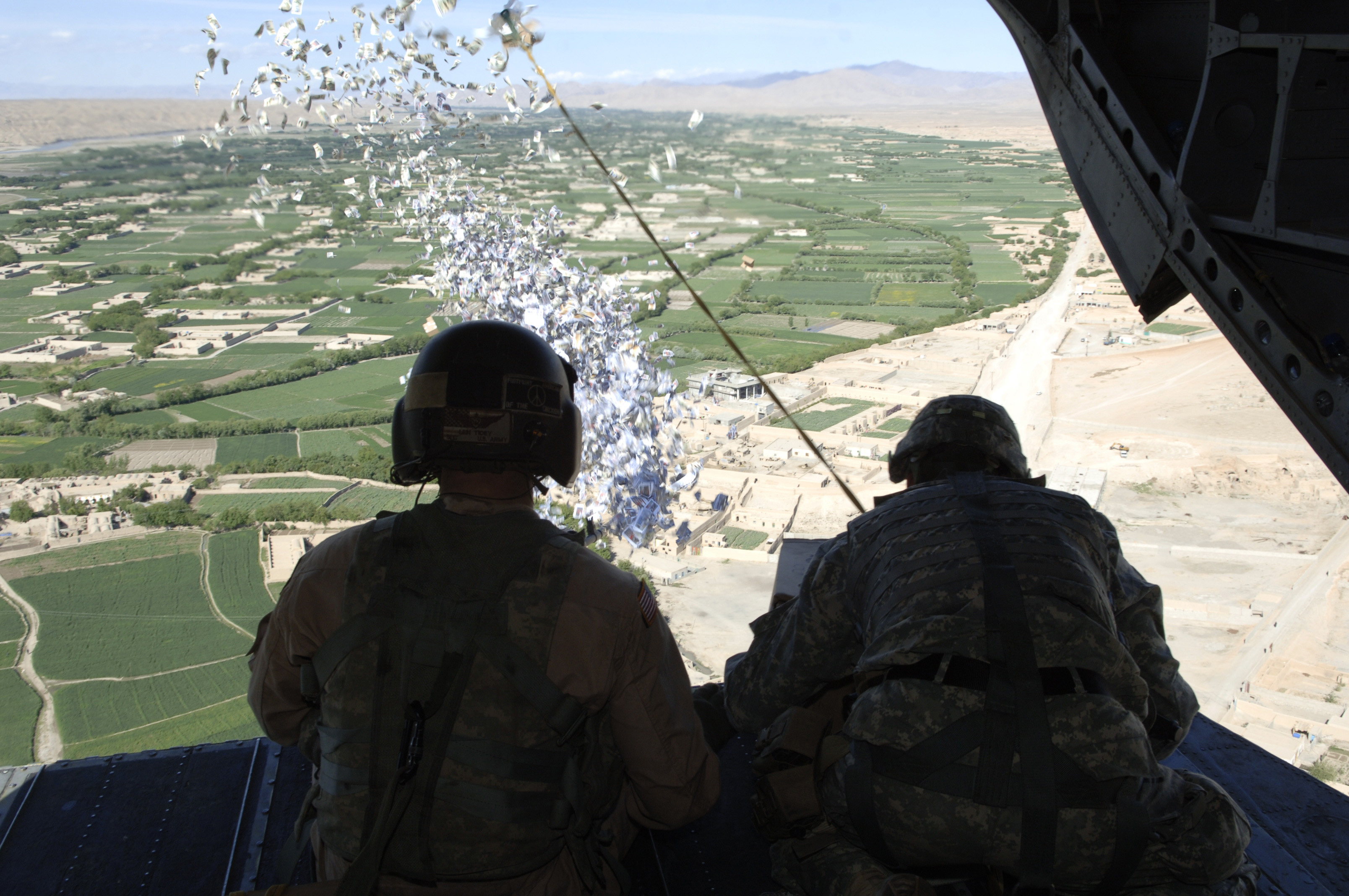
Flugblätter-Abwurf über Herat (Afghanistan)

In der Kriegspropaganda des 20. Jahrhunderts bildeten Flugblätter in Gestalt von Flugblattbomben (sogenannte Kriegsflugblätter) einen wichtigen Teil der psychologischen Kriegführung. Im Ersten Weltkrieg verbreitete Frankreich die Flugblattzeitung Le Courrier de l’Air per Ballon.
Die Wehrmacht setzte im Zweiten Weltkrieg an der Front auch den 7,3-cm-Propagandawerfer 41 zum Verschießen von Flugblättern mit nationalsozialistischer Propaganda über Feindgebiet ein.

Nationalsozialistisches Flugblatt für alliierte Truppen (1944) Vorderseite
Nationalsozialistisches Flugblatt für alliierte Truppen (1944) Rückseite
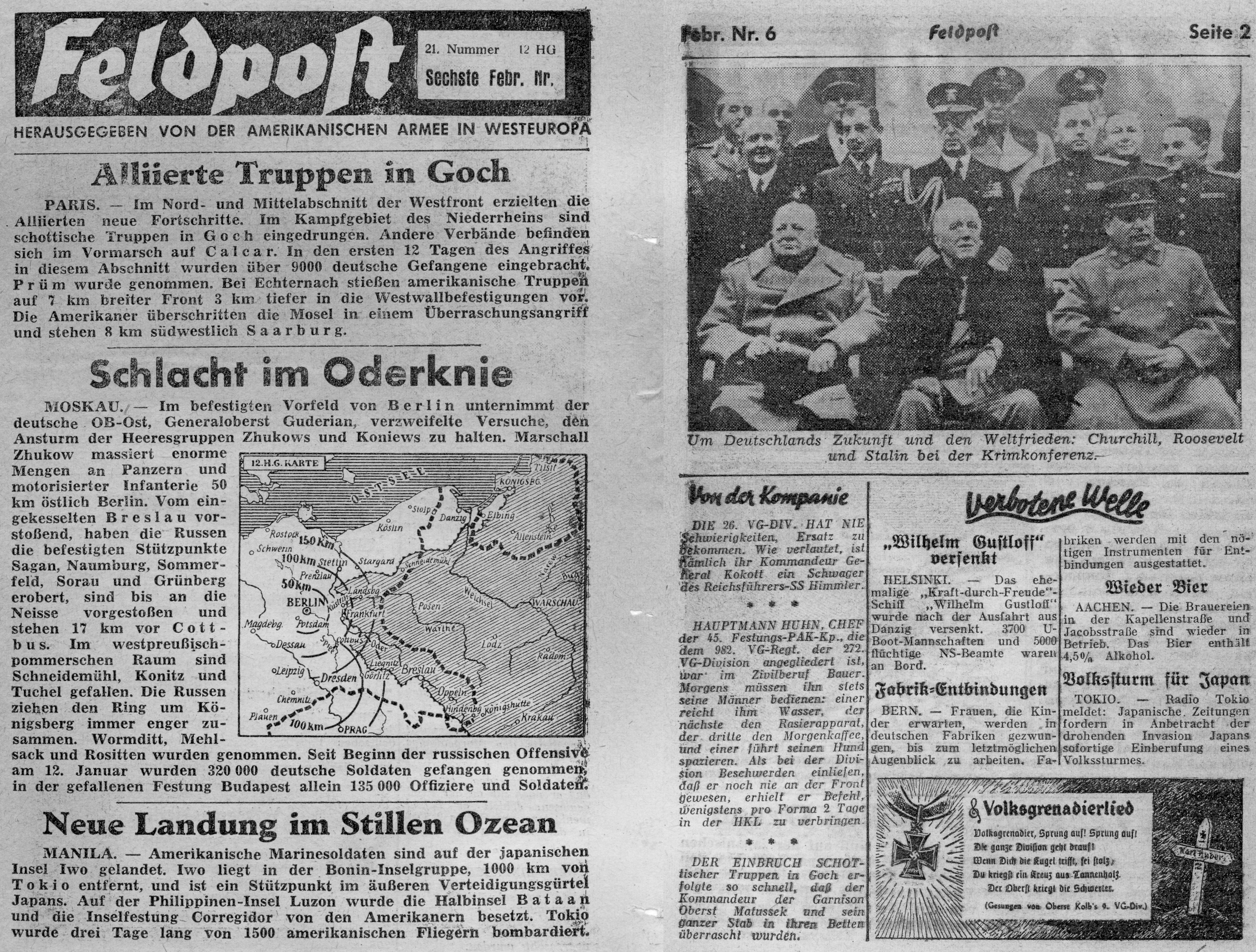
Nr. 6, Februar 1945 Amerikanisches Flugblatt (Feldpost) für die deutschen Truppen (1945)

## Sammlungen
Wichtige Flugblatt-Sammlungen besitzen unter anderem folgende Einrichtungen:
- Deutsches Historisches Museum in Berlin
- Bundesarchiv in Koblenz – Zeitgeschichtliche Sammlungen
- Sammlung von Flugblättern (1848 u. 1918-22) und Flugschriften, Humboldt-Universität Berlin
- Sammlung Luftfahrt.Industrie.Westfalen mit der Sammlung Alliierte Kriegsflugblattpropaganda 1939-1945 im Märkischen Kreis
- Bibliothek für Zeitgeschichte in der Württembergischen Landesbibliothek, Stuttgart – Zeitgeschichtliche und archivarische Sammlungen (seit der Zeit des Ersten Weltkrieges)
- Herzog August Bibliothek in Wolfenbüttel
- Das Archiv des Umweltzentrums Münster enthält mehrere tausend Flugblätter sozialer Bewegungen seit 1970.
- Materialien zur Analyse von Opposition (MAO) – Volltextdatenbank mit Flugblättern radikaler linker Organisationen mit Schwerpunkt auf die 1970er und 1980er Jahre
- APO-Archiv der Freien Universität Berlin mit Flugblättern der Außerparlamentarischen Opposition und der Studentenbewegung bis Mitte der siebziger Jahre
- Die Fürst Thurn und Taxis Hofbibliothek in Regensburg
- Flugblattsammlung der Österreichischen Nationalbibliothek

## Ausstellung
- Gier nach neuen Bildern. Flugblatt, Bilderbogen, Comicstrip. Ausstellung im Deutschen Historischen Museum in Berlin (bis 8. April 2018).[7]